# 福島富士男
福島 富士男（ふくしま ふじお、1951年 - ）は、日本のアフリカ文学研究者、翻訳家。首都大学東京教授。

## 経歴
宮崎市生まれ。一橋大学卒業。東京都立大学大学院博士課程中退。國學院大學助教授、都立大学助教授を経て、首都大学東京基礎教育センター教授。
南アフリカやジンバブエを中心とする英語、ショナ語などの現代文学、アフリカの民話、口承文芸を専攻する。ナディン・ゴーディマの翻訳が多い。

## 著書
- 『アフリカ文学読みはじめ』（スリーエーネットワーク、アフリカ文学叢書 別巻） 1999.3

## 翻訳
- 『骨たち』（チェンジェライ・ホーヴェ（英語版）、講談社） 1990.5
- 『影たち』（チェンジェライ・ホーヴェ、スリーエーネットワーク、アフリカ文学叢書） 1994.11
- 『愚者たち』（ジャブロ・ンデベレ（英語版）、村田靖子共訳、スリーエーネットワーク、アフリカ文学叢書） 1995.10
- 『ナイジェリアの獄中から 「処刑」されたオゴニ人作家、最後の手記』（ケン・サロ＝ウィワ、スリーエーネットワーク） 1996.11

### ナディン・ゴーディマー
- 『ブルジョワ世界の終わりに（英語版） 』（ナディン・ゴーディマ、スリーエーネットワーク、アフリカ文学叢書） 1994.10
- 『バーガーの娘（英語版）』（ナディン・ゴーディマ、みすず書房） 1996.7
- 『この道を行く人なしに（英語版）』（ナディン・ゴーディマ、みすず書房） 2001.2
- 『いつか月曜日に、きっと』（ナディン・ゴーディマ、みすず書房） 2005.4